# Dicrocoeliidae
Famille
Les Dicrocoeliidae sont une famille de vers plats parasites.

## Liste des genres
Quarante-huit genres sont répartis en quatre sous-familles[réf. nécessaire] :
- sous-famille Dicrocoeliinae Looss, 1899
  - Athesmia Looss, 1899
  - Athesmioides Cribb & Spratt, 1992
  - Brachydistomum Travassos, 1944
  - Brachylecithum Shtrom, 1940
  - Caballerolecythus Lamothe-Argumedo, Falcon-Ordaz, Garcia-Prieto & Fernandez-Fernandez, 2005
  - Controrchis Price, 1928
  - Corrigia Shtrom, 1940
  - Dicrocoelium Dujardin, 1845
  - Lutztrema Travassos, 1941
  - Lyperosomum Looss, 1899
  - Megacetabulum Oshmarin, 1964
  - Metadelphis Travassos, 1944
  - Opisthobrachylecithum Yamaguti, 1971
  - Opistholecithum Baer, 1970
  - Pseudathesmia Travassos, 1942
  - Pseudoparadistomum Roca, 2003
  - Skrjabinosomum Evranova, 1944
  - Unilaterilecithum Oshmarin in Skrjabin, 1952
- sous-famille Leipertrematinae Yamaguti, 1958
  - Bravotrema Groschaft, 1970
  - Brodenia Gedoelst, 1913
  - Canaania Travassos, 1944
  - Concinnum Bhalerao, 1936
  - Conspicuum Bhalerao, 1936
  - Dictyonograptus Travassos, 1919
  - Euparadistomum Tubangui, 1931
  - Eurytrema Looss, 1907
  - Infidum Travassos, 1916
  - Leipertrema Sandosham, 1951
  - Lubens Travassos, 1919
  - Lutziella Rohde, 1966
  - Manidicola Graber & Gevrey, 1981
  - Neoeuparadistomum Farooq & Azra Qamar, 1996
  - Pancreatrema Oshmarin in Skrjabin, 1952
  - Paraconcinnum Vassiliades & Richard, 1970
  - Paradistomoidella Brooks & Palmieri, 1981
  - Paradistomum Kossack, 1910
  - Parametadelphis Travassos, 1955
  - Platynosomoides Yamaguti, 1971
  - Platynosomum Looss, 1907
  - Platynotrema Nicoll, 1914
  - Skrjabinus Bhalerao, 1936
  - Stromitrema Skrjabin & Evranova, 1944
  - Ugandalubens Goodman, 1988
- sous-famille Proacetabulorchiinae Odening, 1964
  - Proacetabulorchis Gogate, 1940
  - Proacetabulorchoides Oshmarin in Oshmarin, Mamaev & Lebedev, 1970
- sous-famille Prosolecithinae Yamaguti, 1971
  - Hemixenotrema Baer, 1971
  - Prosolecithus Yamaguti, 1971
  - Yungasicola Gardner & Pérez-Ponce de Leon, 2002